# Choi Beom-kyeong
Choi Beom-kyeong (kor. 최범경; * 24. Juni 1997 in Incheon) ist ein südkoreanischer Fußballspieler.

## Karriere
Choi Beom-kyeong erlernte das Fußballspielen in der Jugendmannschaft von Incheon United, der Schulmannschaft der Bupyeong Elementary School und der Universitätsmannschaft der Kwangwoon University. Seinen ersten Vertrag unterschrieb er 2018 bei seinem Jugendverein Incheon United. Das Fußballfranchise aus Incheon spielte in der ersten Liga des Landes, der K League 1. Sein Profidebüt gab er am 20. Mai 2018 im Heimspiel gegen Ulsan Hyundai. Hier stand er in der Startelf und wurde in der 82. Minute gegen Lee Jeong-bin ausgewechselt. Für Incheon absolvierte er 25 Erstligaspiele. Im Januar 2022 wechselte er nach Asan zum Zweitligisten Chungnam Asan FC.